# Porphyrinia prochitana
Porphyrinia prochitana är en fjärilsart som beskrevs av Costa 1834. Porphyrinia prochitana ingår i släktet Porphyrinia och familjen nattflyn. Inga underarter finns listade i Catalogue of Life.